# Olovslunds torp

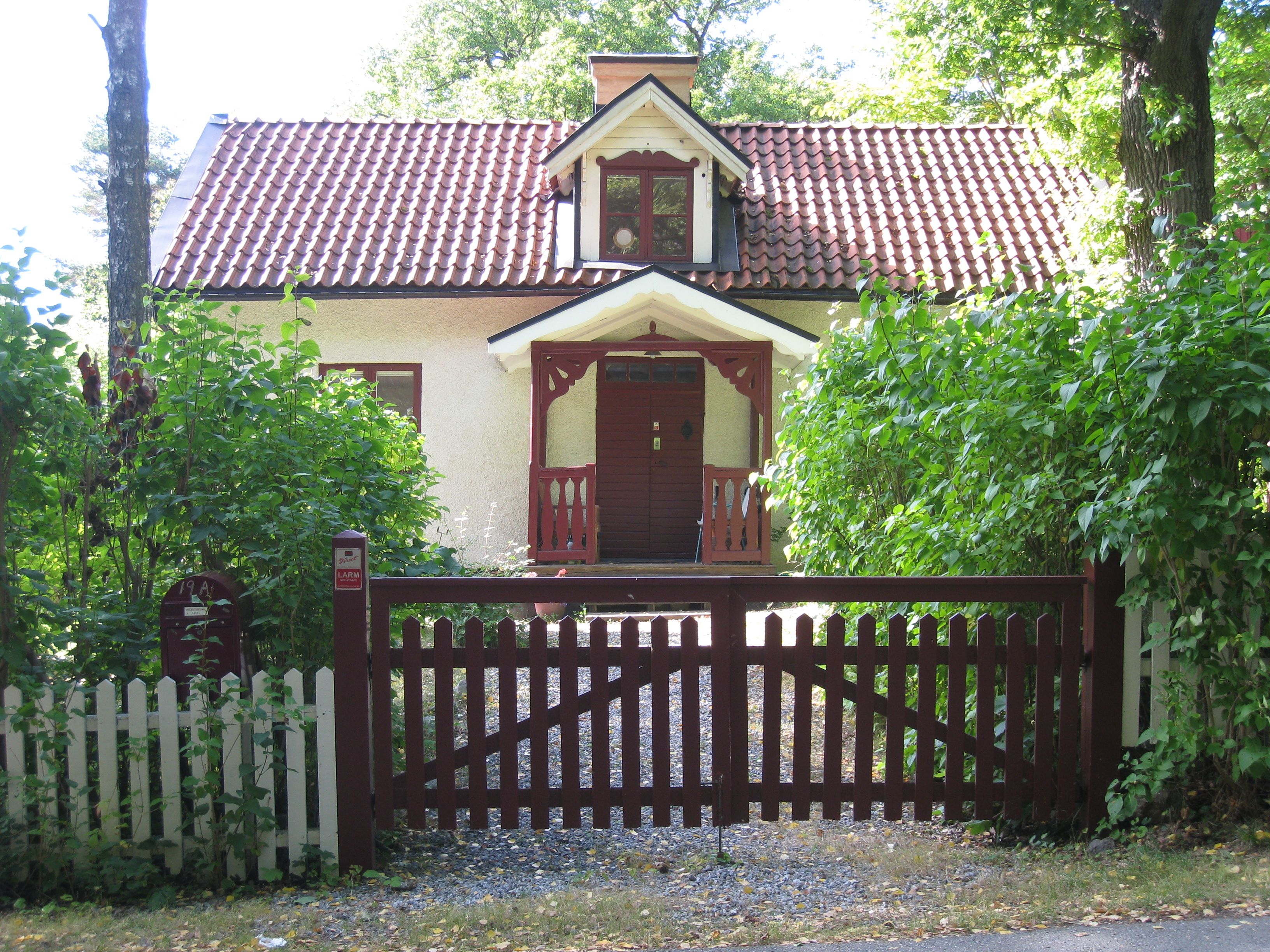
Olovslunds torp, september 2013.

Olovslunds torp är ett torp som ligger i stadsdelen Olovslund i Bromma, väster om Stockholm. Torpet, som har 3 rum och kök, har fått sitt namn av den ännu bevarade lägenheten på Olovslundsvägen 19A, som ligger 50 m söder om Olovslundsskolans förskolebyggnader, som byggdes på 1980-talet, som tillhör Olovslundsskolan, som invigdes 1931.
Den 28-årige Johannes Olsson från Skåne kom år 1883 till Åkeshovs slott och fick arbete som "mångsysslare". Han arbetade bland annat som smed, snickare och jordbrukare på Åkeshovs herrgård. Han skötte Åkeshovs vattenkvarn tills den lades ner år 1894. För 50 kronor per år fick han arrendera ½ tunnlands jord. Tretton år senare, år 1896, lät Johannes Olsson bygga torpet på marken som han arrenderade. Han kallade stället för Olovsberg, senare ändrat till Olovslund. Olovslund tillhörde Åkeshovs slott. Olovsberg kom att kringgärdas av Olovslundsparken med Olovslunden med sin moränmark och sina blockformationer samt med Olovslundsdammen. Olovslunden är ett område med lummig natur där det finns stora ändmoräner och flyttblock och Olovslundsdammen  är ett parkområde med en mycket liten naturlig "insjö", som hänger ihop med en plaskdamm. Dammen är försedd med en enkel fontän, och hette före 1947 Lerdammen.
I stadsdelen Olovslund och i närområdet har det funnits flera torp, nämligen Olovslund, Katrinelund, Nytorpet, Fredrikslund och Åkerslund.

## Historik

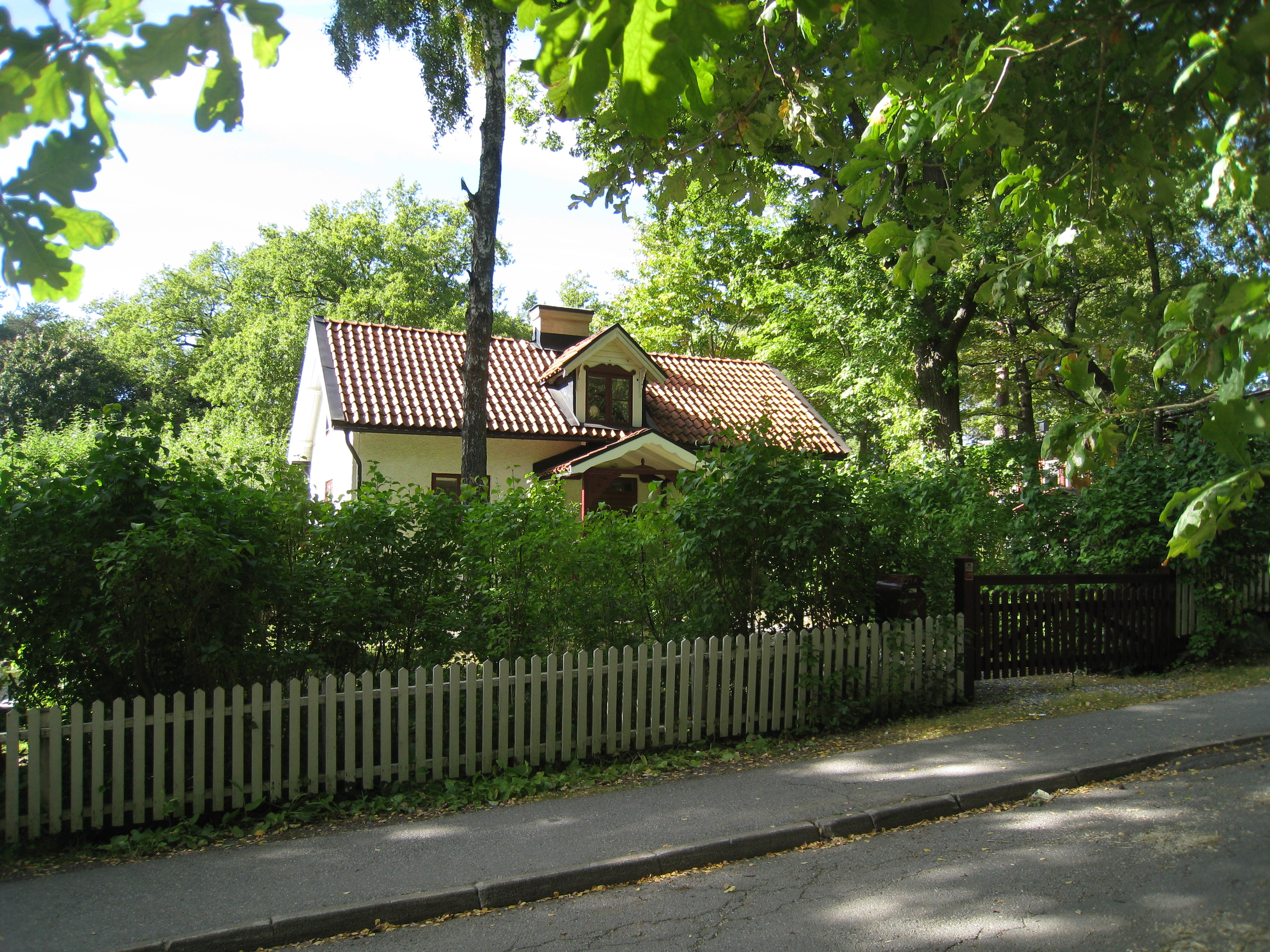
Torpet, som gränsar till Olovslundsskolans förskoleområde, ligger inbäddat i grönska.

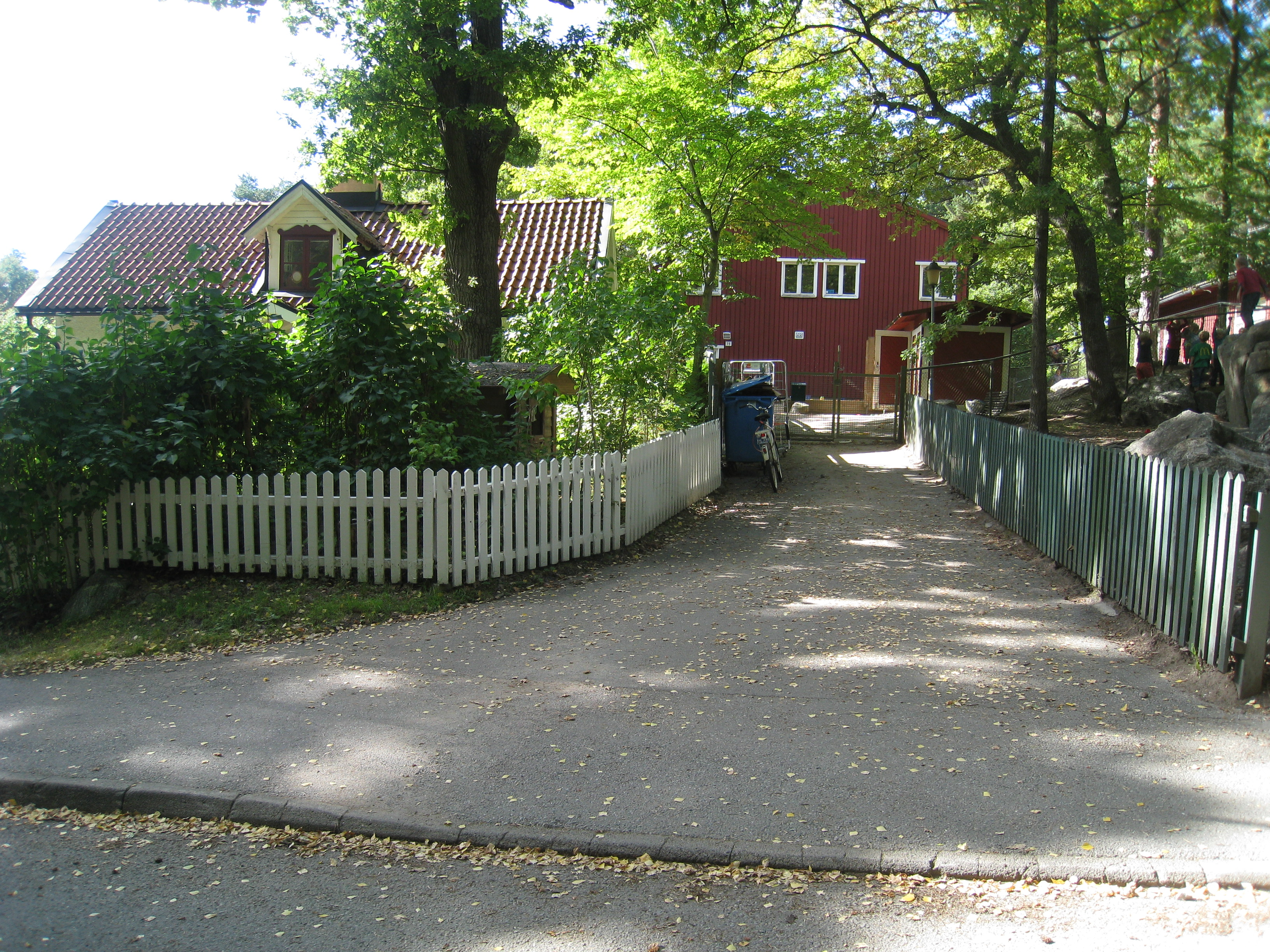
Torpets tak syns till vänster och Olovslundsskolans förskolebyggnader på Olovslundsvägen 19 syns till höger.

Olovslunds torp eller Olovslundstorpet hette tidigare Olovsberg och det är numera en liten villa. Som torp hörde det till Åkeshov. Huset, som är vitputsat med mörkt röda snickerier, ligger vid Olovslundsvägen 19A, något söder om Olovslundsskolan. Stugan är markerad på kartor från 1907 och 1917-1920.
Den ursprungliga torpstugan byggdes 1896 av Johannes Olsson (1855-1925), som var brukare, tidigare snickare och smed på Åkeshovs herrgård. Han byggde stugan på mark som han arrenderade av Åkeshovs gård, där han arbetat som snickare och smed. På Åkeshov skötte han även gårdens vattenkvarn tills den lades ner 1894. Då fick Olsson, som var skåning, arrendera ½ tunnlands jord och han byggde då 1896 det torp, som först kallades Olovsberg, senare Olovslund. I anslutning till de många andra ställena i trakten kom området att få efterleden -lund, liksom Åkeslund, Fredrikslund, med flera.
Stugan är byggd på skånskt vis, i en märklig korsvirkeskonstruktion. Den har väggfyllning av träkubbar murade med lera. Johannes Olsson dog 1925, men hans maka Karolina Sofia bodde kvar till 1934, då hon i en ålder av 89 år, skänkte stugan till Stockholms stad. Redan 1904 hade Stockholms stad köpt hela Åkeshovs egendom.

## Stadsdelen Olovslund och typhus för "ett eget hem"
Torpet, som ännu är bevarat, har fått ge namn åt det samhälle, Olovslund, som växte upp här under åren 1927-1928.
År 1926 bildades Stockholms stads småstugebyrå genom fastighetsdirektören Axel Dahlbergs initiativ och han började där organisera självbyggeriet. Året därpå kunde man sätta igång byggandet av småstugor i Olovslund.
Olovslund hade från början 135 småstugor som sedan utökades. Två olika typhusritningar användes, en med sadeltak, den andra med brutet tak. Båda typhusen hade träpanel och förstukvist. Husen innehöll rum och kök på bottenvåningen och två sovrum en trappa upp. I källaren fanns tvättstuga med badkar, wc, matkällare och pannrum. Tomterna var i genomsnitt 500 kvadratmeter. När trädgårdarna skulle planeras fick husägarna hjälp av stadens trädgårdskonsulent. Marken uppläts med tomträtt för att undvika spekulation.
.
Inom området finns också Olovslunden med lummig natur, stora ändmoräner och flyttblock samt en damm, Olovslundsdammen.